# Slaget vid Dersunisjki
Slaget vid Dersunisjki ägde rum den 16 mars 1702 (enligt den svenska kalendern; 15 mars enligt den julianska och 26 mars enligt den gregorianska) nära staden Darsūniškis (polska: Dorsuniszki) i Litauen under början av kung Karl XII:s fälttåg i Polen under det stora nordiska kriget. Ett svenskt kompani på omkring 240 man under befäl av Alexander Hummerhielm besegrades av en polsk-sachsisk styrka på 6 000 man under befäl av Michał Serwacy Wiśniowiecki.

## Bakgrund
Efter den framgångsrika övergången av floden Düna ockuperade den svenska armén ockuperade hela Kurland år 1701, och påbörjade under vintern 1701-02 ett fälttåg mot Polen. Karl XII var fast besluten att besegra de sachsisk-polska arméerna innan han skulle göra ett fälttåg mot Ryssland. Han skickade en förtrupp under Alexander Hummerhielms befäl med uppdraget att inta fotfästen i Litauen före den svenska huvudarméns ankomst. Den 12 mars 1702 marscherade Hummerhielm ut ur staden Kowno för att avhämta sex kanoner som tidigare tagits från den polska armén efter en hård strid nära slottet Jesna. Det svenska infanteriet som bestod av 110 soldater under Gustaf Henrik von Siegroths befäl färdades i pråmar längs floden Njemen, åtföljda längs flodstränderna av 130 svenska ryttare under Hummerhielm.

## Striderna vid Dersunisjki
Efter tre dagar anlände trupperna till Linkewitzhoff varefter de fortsatte sin marsch nästa dag mot staden Darsūniškis, där Hummerhielm gick med sitt kavalleri för att rekognoscera en bit bort från infanteriet. Här blev han angripen av Michał Serwacy Wiśniowieckis förtrupper. Det polska angreppet slogs tillbaka och det svenska kavalleriet började förfölja sina besegrade motståndare tills de överfölls av Wiśniowieckis hela armé, som bestod av omkring 6 000 man. Hummerhielm blev genast uppfångad, men hans män fortsatte strida tills det bara fanns 20 sårade svenska ryttare kvar, som blir också uppfångade medan resten av ryttarna dödas, med undantag för en man som simmade över Njemen för att rapportera om nederlaget till den svenska huvudarmén.

## Striderna vid Njemen
Siegroth, som fortfarande begav sig uppför Njemen med sitt infanteri, fick inte reda på Hummerheims nederlag. Plötsligt kommer Wiśniowieckis förtrupper och överfaller honom, men Siegroth lyckas driva tillbaka dessa. Han försökte säkra sig genom att ta sig över floden, men hans pråmar fastnade på flodstranden, varav Wiśniowiecki omringade hans trupp i en halvmåneformation och placerade fyra av hans kanoner på en höjd över de svenska trupperna. Striden pågick i två timmar, med ständiga angrepp och kanonbeskjutning. Kl. 12:00 skickade Wiśniowiecki en kurir och bad Siegroth att kapitulera sig, men han vägrade. De polska styrkorna flyttade sedan ytterligare tre kanoner i motsatt riktning mot deras tidigare fyra, för att förinta svenskarna med korseld. En av kanonerna placerades så nära de svenska trupperna att den snart fick överges. Vid kl. 14:00 skickade den polske befälhavaren, som inte kunde bryta det svenska försvaret, ytterligare en kurir till svenskarna, och berättade att Hummerhielms ryttare tidigare hade besegrats och att inga förstärkningar skulle komma till deras hjälp. Siegroth vägrade kapitulera på nytt, och föreslog att han bara skulle komma överens om hans trupper fick marschera ut och undvika att bli tillfångatagna. I sin tur förnekade Wiśniowiecki hans förslag och striden fortsatte i ytterligare två timmar, tills kl. 16:00 då Wiśniowiecki, efter sex timmars strid, tillät Siegroths trupper att marschera tillbaka till Kowno. Siegroth hade då förlorat sex döda och nio sårade soldater.

## Följder
Efter ett tag anlände Karl XII till platsen där den underlägsna svenska truppen hade kämpat och begravde där de döda soldaterna. Den svenska armén var ännu inte officiellt i krig med det polsk-litauiska samväldet, men slaget blev avgörande för kungens beslut att påbörja sitt polska fälttåg för att avsätta kung August den starke från dennes tron.